# 6208-as mellékút (Magyarország)
A 6208-as számú mellékút Fejér vármegyei mellékút; Adony központját köti össze Perkátával és a 62-es főúttal.

## Nyomvonala
Adony belterületének keleti szélén ágazik ki a 6-os főútból, annak 50+200-as kilométerszelvényénél. Kezdeti szakaszának irányváltásai után délnyugat felé indul, Petőfi Sándor utca néven. 600 méter megtétele után, a település központjában keresztezi a Velencére vezető 6207-es utat, amely itt az első kilométere után jár. A folytatásban már Bajcsy-Zsilinszky utca, majd Zrínyi Miklós utca lesz a települési neve, és egyre délebbi irányt vesz. 1,7 kilométer után kiágazik belőle délnyugat felé a 62 307-es út, amely a Pusztaszabolcs–Dunaújváros–Paks-vasútvonal Adony vasútállomására vezet, a 6208-as út pedig majdnem déli irányban hagyja el Adony belterületét, Perkátai út néven, 2,3 kilométer megtétele után.

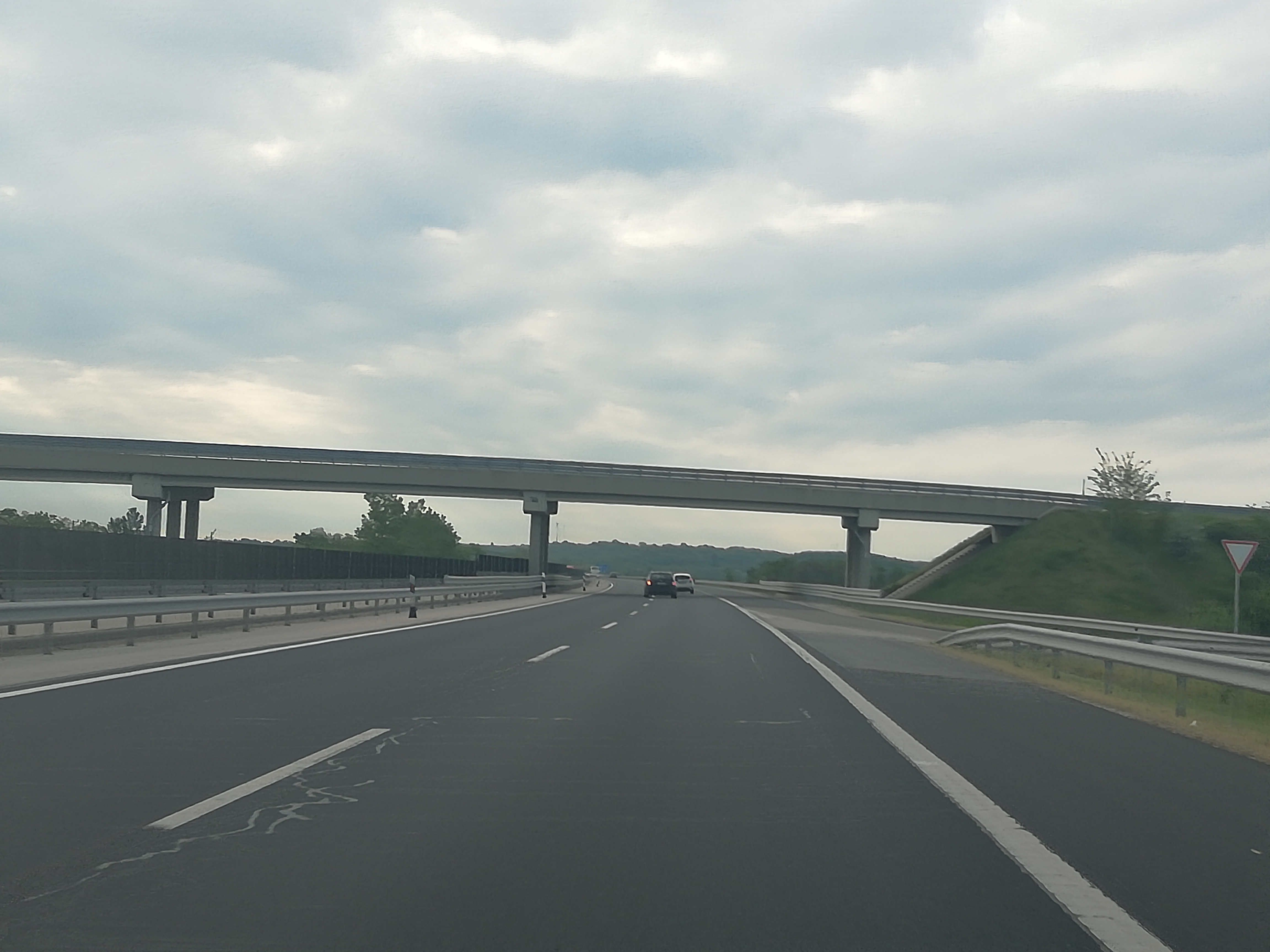
A 6208-as út felüljárója az M6-os autópálya felett

2,8 kilométer után keresztez egy iparvágányt, majd egy vízfolyást is, és eléri a vasútvonalat, amellyel egy darabig párhuzamosan halad, majd 3,4 kilométer után keresztezi azt. 3,7 kilométer után egy körforgalomhoz ér, ide érkezik be délnyugat felől az M6-os autópálya Adony-Perkáta csomópontjának az a lehajtó ága, amely a Pécs felől érkező forgalmat szolgálja ki (60 437) és indul ki ugyanonnan a Budapest felé vezető felhajtó ág (60 438). Ezután felüljárón áthalad a sztráda felett, majd a túloldalon egy újabb körforgalomhoz ér. Abból a körforgalomból észak felé ágazik ki a Pécs felé vezető felhajtó ág (60 436) és torkollik bele a Budapest felőli forgalom lehajtó ága (60 435), a 6208-as pedig délnyugat felé húzódik tovább.
Ötödik kilométere táján elhalad Adony egy külterületi településrésze mellett, majd továbbhalad, ezután is nagyjából délnyugati irányban. Egy körforgalmú csomópontban ér véget, betorkollva a 62-es főútba, annak 11+800-as kilométerszelvényénél; egyenes folytatása a Perkáta központjába vezető 62 118-as út, amely a település elkerülő útjának átadása előtt a 62-es főút része volt.
Teljes hossza, az országos közutak térképes nyilvántartását szolgáló kira.gov.hu adatbázisa szerint 9,608 kilométer.

## Története
1934-ben a kereskedelem- és közlekedésügyi miniszter 70 846/1934. számú rendelete harmadrendű főúttá nyilvánította, az Adonytól Sárbogárdig húzódó 602-es főút részeként. A döntés annak ellenére született meg, hogy az útvonal szinte a teljes hosszában kiépítetlen volt még akkor (a rendelet alapján 1937-ben kiadott közlekedési térkép tanúsága szerint), és egyes szakaszai szilárd burkolatú útként valószínűleg soha nem is készültek el.